# Gustav Adolf König
Gustav Adolf König (* 22. November 1890 in Speyer; † 25. Dezember 1963 in Heppenheim) war ein deutscher Landrat.

## Leben
Gustav Adolf König wurde als Sohn des Bankbeamten Adolf König und dessen Gemahlin Anna Schubart geboren. Er studierte nach dem Abitur Philologie, promovierte zum Dr. phil. und nahm eine Tätigkeit als Pädagoge in Ludwigshafen auf. Im Frühjahr 1945 organisierte er in Heppenheim den Abzug der Wehrmacht und bewegte die städtische Verwaltung zur Kapitulation. Tatsächlich konnten amerikanische Truppen ohne nennenswerten Widerstand Heppenheim einnehmen. Die amerikanische Militärregierung machte ihn im April 1945 zum Landrat des Landkreises Bergstraße, dessen Kreissitz Heppenheim ist. König blieb bis Dezember 1945 in diesem Amt. Der Kreis Alsfeld hatte durch die Suspendierung des Landrats August Rosenkranz vorübergehend keinen Verwaltungsleiter, so dass die Amerikaner am 1. Januar 1946 die freie Stelle mit Gustav König besetzten. Seine Amtszeit währte nur bis zum 23. Februar 1946.

## Auszeichnungen
25. Oktober 1960 Bundesverdienstkreuz 1. Klasse